# 孫舟
孫舟（1475年—？），字取渙，号雲津，直隸蘇州府常熟縣人，民籍，明朝政治人物。

## 生平
正德十一年（1516年）丙子科應天府鄉試第四十七名舉人。正德十二年（1517年）聯捷丁丑科會試第二百九十四名，登第三甲第一百七十八名進士。工部观政，授工部主事，升员外、郎中，致仕卒。

## 家族
曾祖孫文敬，贈刑部員外郎；祖父孫紀，曾任刑部員外郎；父孫艾，母沈氏；繼母譚氏。具庆下。